# Tilde

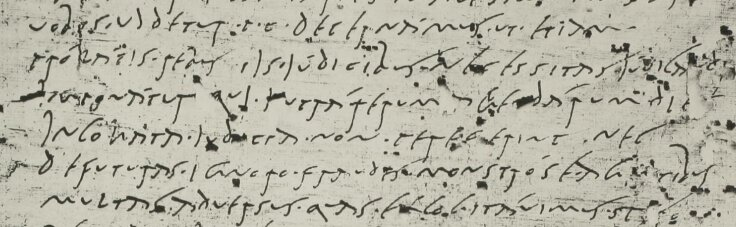
Texto en cursiva romana con ápices:
uobis · ujdetur · p · c · decernám[us · ut · etiam]
prólátis · rebus ijs · júdicibus · n[ecessitas · judicandi]
imponátur quj · jntrá rerum [· agendárum · dies]
jncoháta · judicia · non · per[egerint · nec]
defuturas · ignoro · fraudes · m[onstróse · agentibus]
multas · aduersus · quas · exc[ogitáuimus]...
Reinado de Claudio (años 41-54). Königliche Museen, Berlín

Una tilde (de «tildar», del latín titulare) a veces ápice, es una marca gráfica que se coloca sobre algunas abreviaturas o letras para indicar una lectura diferente de lo que habría de esperarse si no estuviera.

## Terminología
En el español moderno se utiliza «tilde» con el significado de acento gráfico.

## Usos
En particular, algunos signos que reciben el nombre de tilde son:
- El acento gráfico, específicamente el acento agudo ( ´ ), tipo de tilde usada en el idioma español (véase también acentuación del idioma español)
- La virgulilla de la eñe ( ~ )
- La diéresis ( ¨ )

En inglés se denomina tittle al punto de la i y de la j.

### Tilde ociosa
En algunos manuscritos medievales hay tildes sin función diacrítica, lo que fue denominado por Menéndez Pidal como tilde ociosa o inútil.
Como muestra de uso, Joaquín González Cuenca, en Etimologías de San Isidoro romanceadas, recoge cómo algunos términos en el manuscrito del siglo XV que estudia tienen una tilde que no corresponde a la elipsis de ninguna letra, e.g. Sant Pedro (con tilde en la T), derēchos, dichó, mīll. En otros casos, el mismo autor considera que es difícil discernir si es una tilde ociosa o una que indica elipsis.